# أسطورة الطوفان

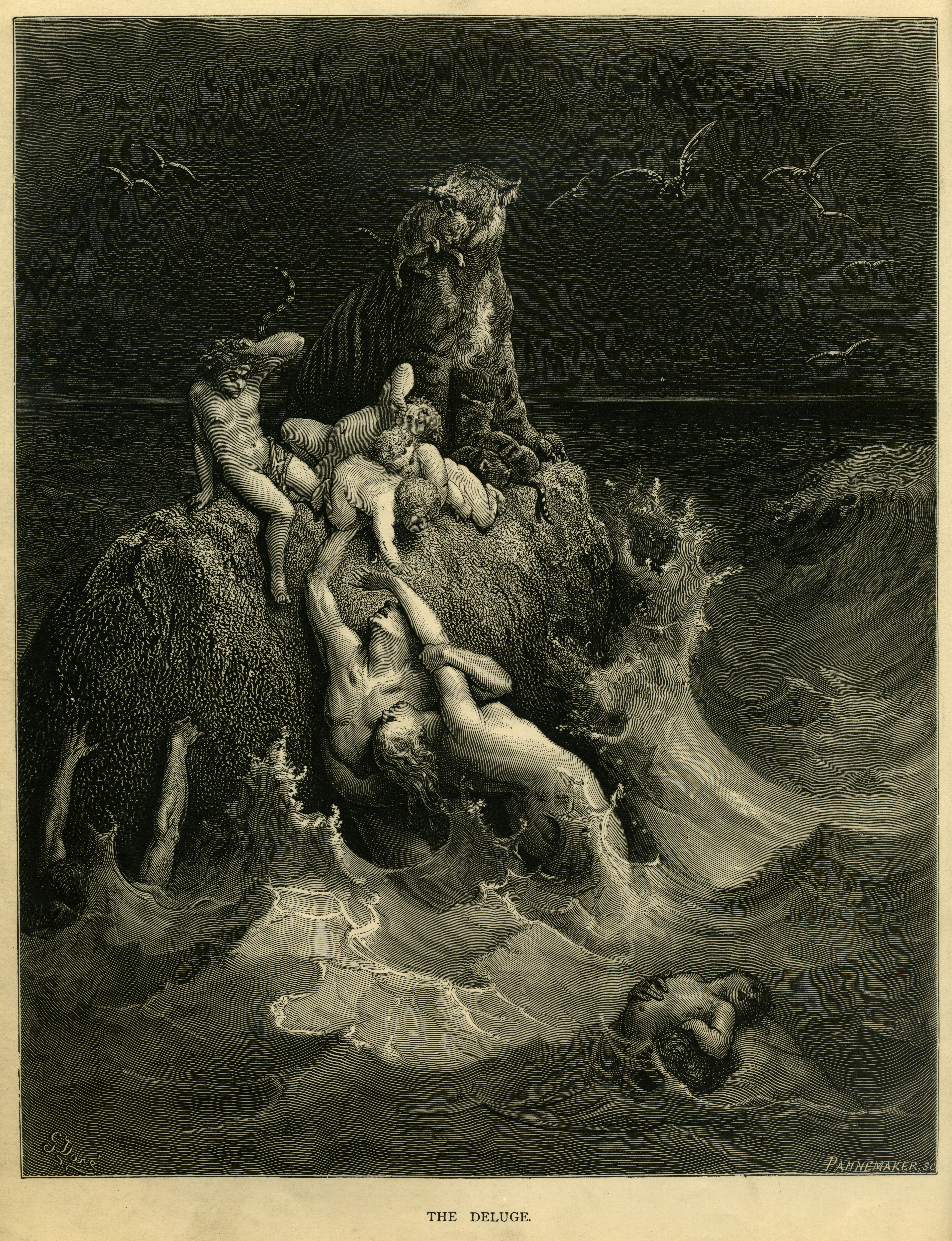
"الطوفان" من رسوم غوستاف دوريه عن الإنجيل. وهي مبنية عن قصة سفينة نوح، وتظهر بشرا ونمورا قضت نحبها في الطوفان وهي تحاول عبثا حماية نفسها وصغارها

أسطورة الطوفان هي قصة يحدث فيها فيضان كبير يدمر الحضارة، وعادة ما يحل بقصاص إلهي. وغالباً ما تتداخل وتتشابه قصص الطوفان بين الأساطير وتتداخل أيضا مع حكايات الخلق في أساطير أخرى، حيث توصف مياه الفيضان بأنها تطهر البشرية وتأذن بولادة جديدة. كما تحتوي معظم أساطير الفيضان على بطل ثقافي «يمثل رغبة البشر للحياة».
فكرة أسطورة الطوفان موجودة بين العديد من الثقافات وهي واضحة في قصص الفيضان في بلاد ما بين النهرين، وديوكاليون وبيرا في الأساطير اليونانية، ورواية الطوفان في الأديان الإبراهيمية، ومانو في الهندوسية، وغون يو في الأساطير الصينية، بيرغيلمير في الميثولوجيا الإسكندنافية، في حكايات شعوب الكيتشي والمايا في أمريكا الوسطى، وقبيلة أوجيبوا بين السكان الأصليين في أمريكا الشمالية، وقبائل مويسكا وكانياري في أمريكا الجنوبية، وقبائل السكان الأصليين في جنوب أستراليا.

## الأساطير

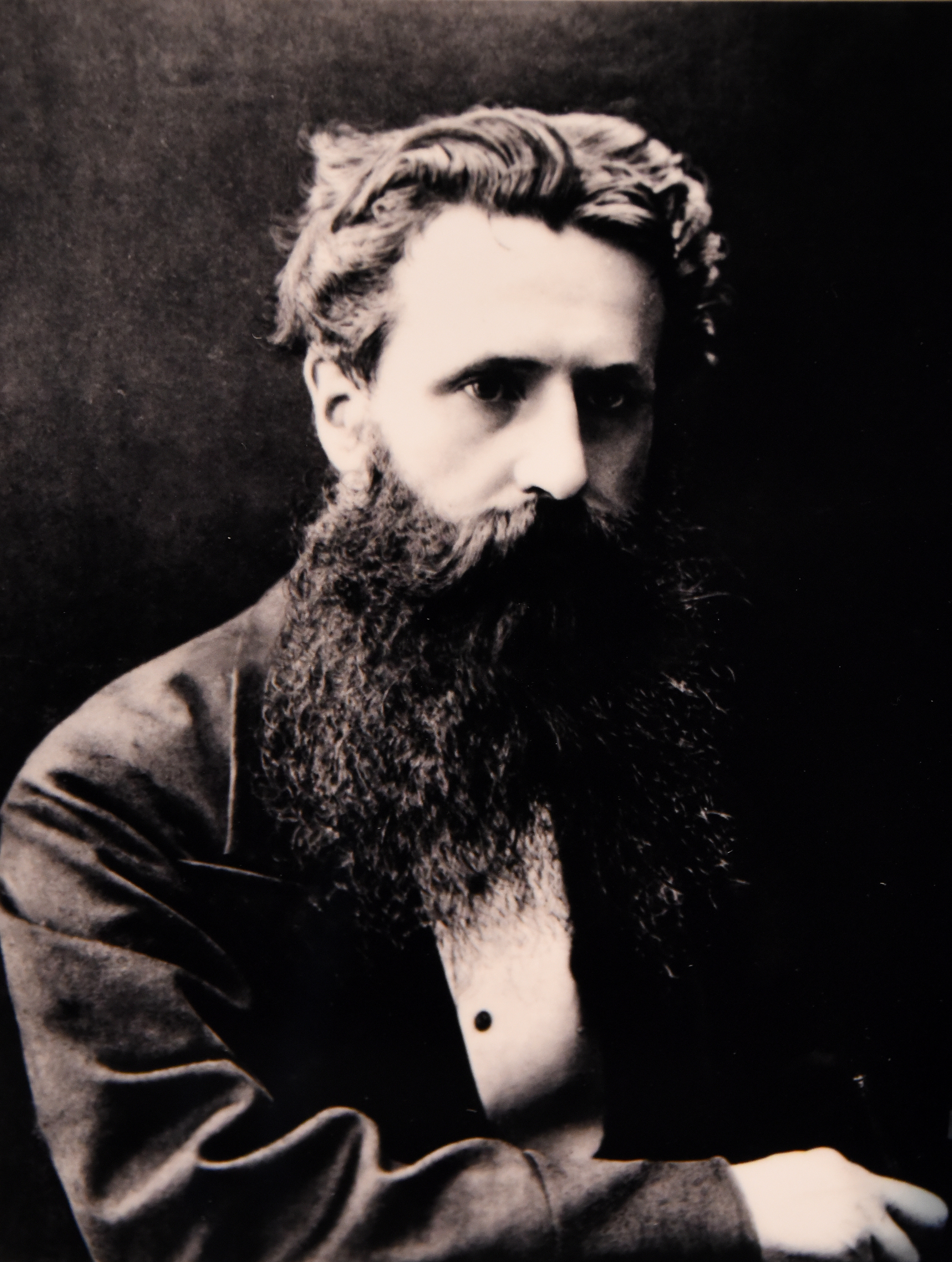
السيد جورج سميث الذي ترجم وقرأ ما يسمى "قصة الفيضان البابلية" من اللوح الحادي عشر

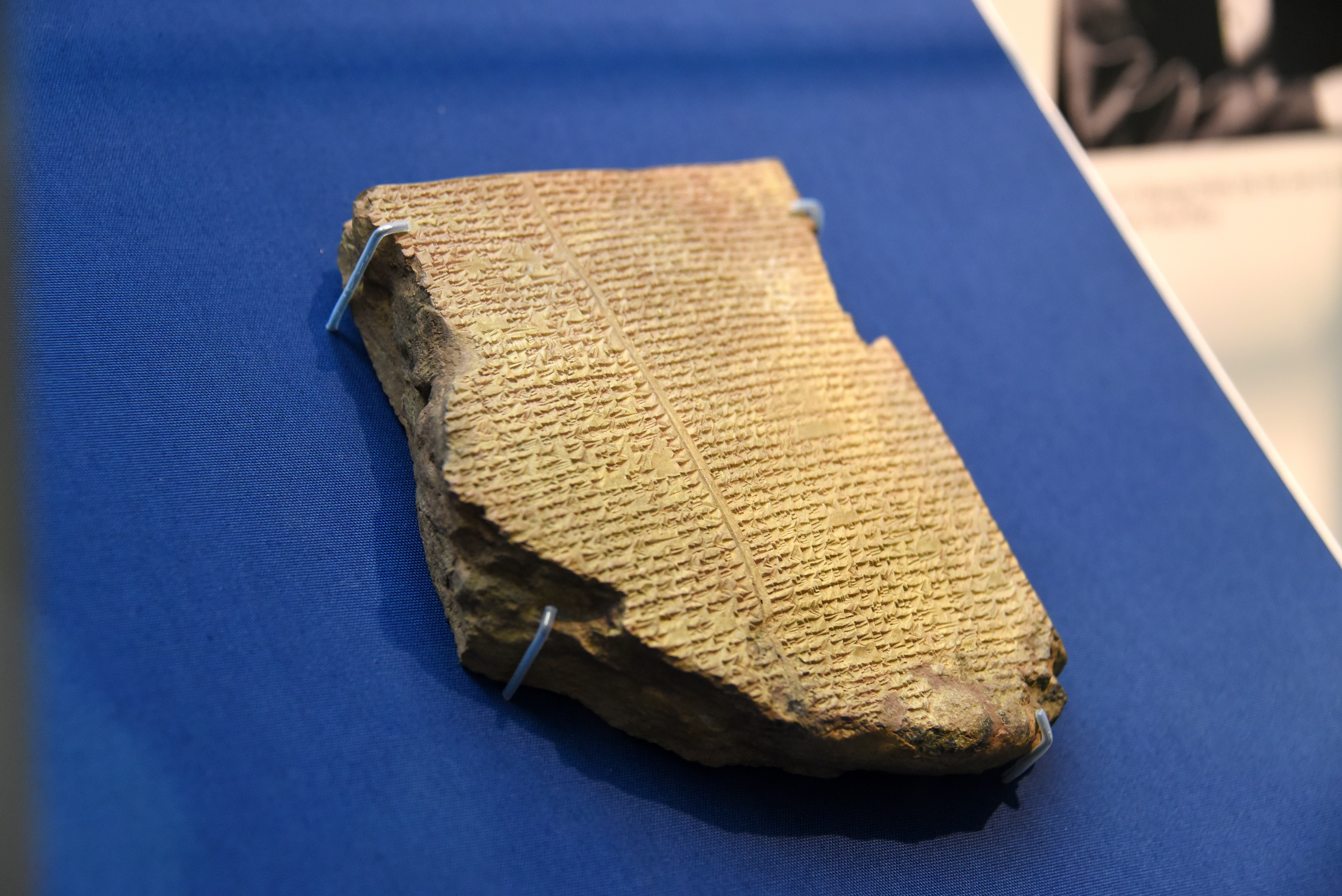
اللوح الحادي عشر أو لوح الطوفان من ملحمة جلجامش، وهو موجود حاليًا في المتحف البريطاني في لندن

تتعلق قصص الفيضانات في بلاد ما بين النهرين بملاحم زيوسودرا وجلجامش وأترا هاسس. تعتمد قائمة الملوك السومريين على حكاية الطوفان لتقسيم تاريخها إلى مرحلة ما قبل الطوفان (antediluvian) وما بعد الطوفان. كان أعمار ملوك ما قبل الطوفان طويلة جدا، في حين أن أعمار الملوك بعده كانت أقل بكثير. تروي أسطورة الفيضان السومرية التي عثر عليها في لوح الطوفان في ملحمة زيوسودرا، أن زيوسودرا سمع بمخطط الآلهة لتدمير البشرية، فقام ببناء سفينة أنقذلته من المياه.  في ملحمة أتراهاسيس، كان الطوفان بسبب فيضان النهر.
في سفر التكوين من الكتاب المقدس العبري، قرر الرب إغراق الأرض لعظمة ذنوب الإنسان. وطلب الرب من النبي نوح لبناء فلك عظيم. عندما انتهى نوح من الفلك، جمع عائلته وزوجين من جميع الحيوانات في الأرض لدخول الفلك. وبدأ بعدها الطوفان المدمر الذي أفنى جميع الحياة على الأرض. انحسرت المياه ونزل كل من كان على متن السفينة ووعدهم يهوه ألا يحكم على الأرض بالطوفان مرة أخرى. وخلق بعدها قوس قزح كعلامة على هذا الوعد.
في القرن التاسع عشر، ترجم عالم الآشوريات جورج سميث السجل البابلي عن الفيضان العظيم. أنتجت الاكتشافات عدة نسخ من أسطورة الفيضان في بلاد ما بين النهرين، وأقرب سجل لما ذكر في سفر التكوين موجود في نسخة بابل من ملحمة جلجامش في عام 700 قبل الميلاد. في هذا العمل، يلتقي البطل جلجامش مع الرجل الخالد أوتنابيشتيم، ويصف هذا الأخير كيف أن الإله «إيا» أمره ببناء سفينة ضخمة تحسبًا لفيضان من صنع الإله سيدمر العالم. أنقذت السفينة أوتنابيشتيم وعائلته وأصدقائه والحيوانات.
في الأساطير الهندوسية، تحتوي نصوص مثل ساتاباثا براهمانا وبورانا على قصص الطوفان العظيم،  حيث يقوم أفاتار فيشنو بتحذير الرجل الأول، مانو، من الفيضان الوشيك، وينصحه أيضًا ببناء قارب عملاق.
في حوار طيماوس بقلم أفلاطون، يقول طيماوس أن زيوس غضب بسبب حروب البشر البرونزيين الدائمة، فقرر أن يعاقب البشرية بالفيضان. عرف التيتان بروميثيوس بهذا الأمر وأفشى بالسر إلى ديوكاليون، ونصحه ببناء فلك لينقذه. بدأت المياه في الانحسار بعد تسعة أيام وليالي، وحطت السفينة في جبل بارناسوس.

## معرض صور

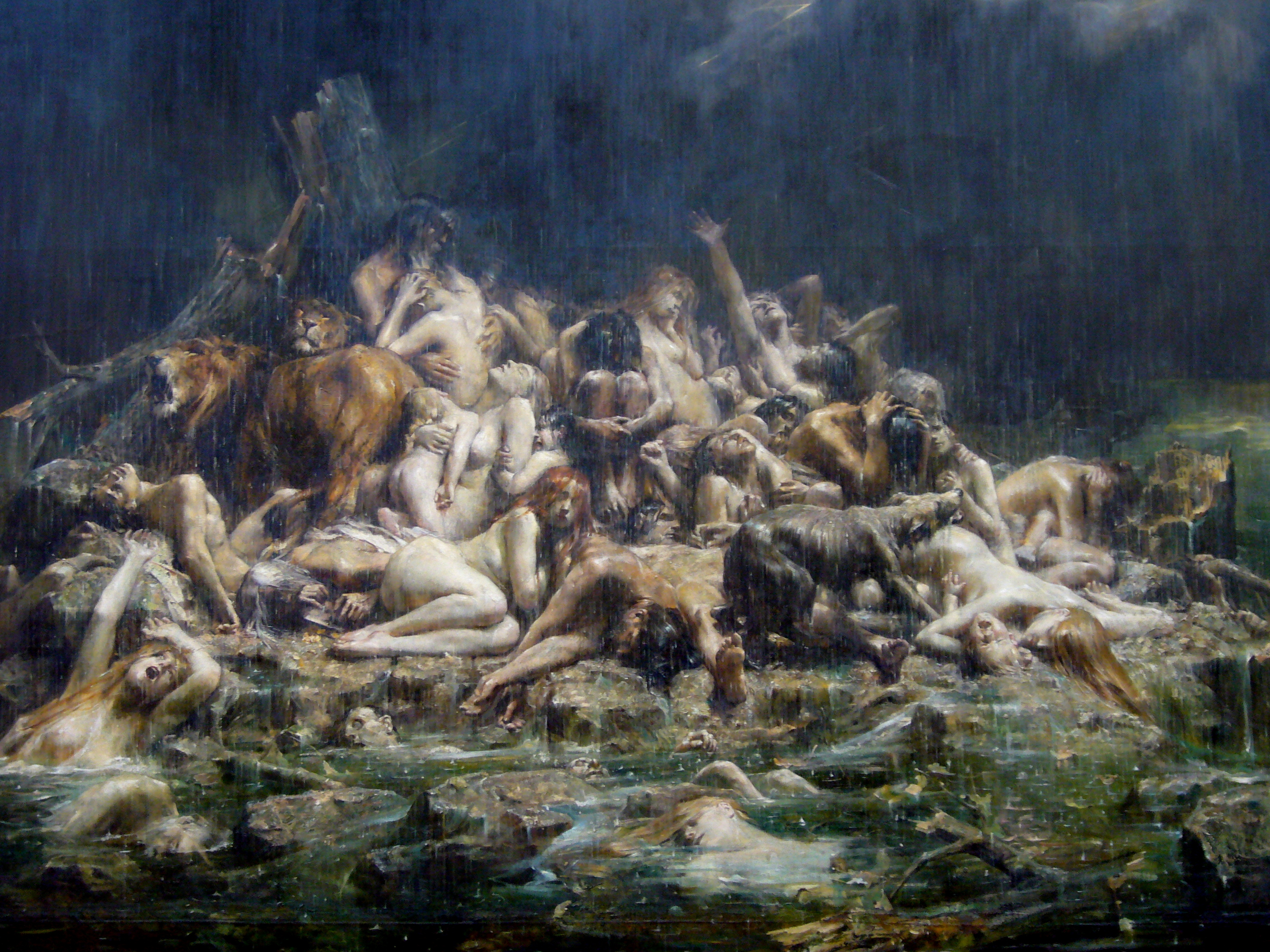
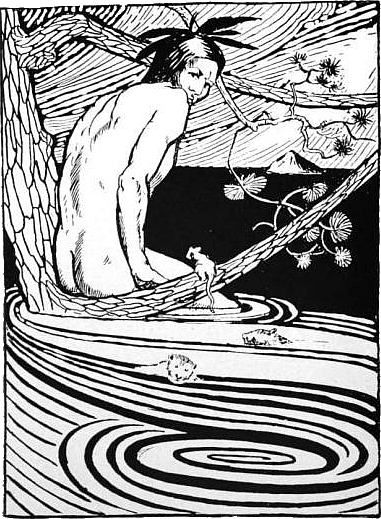
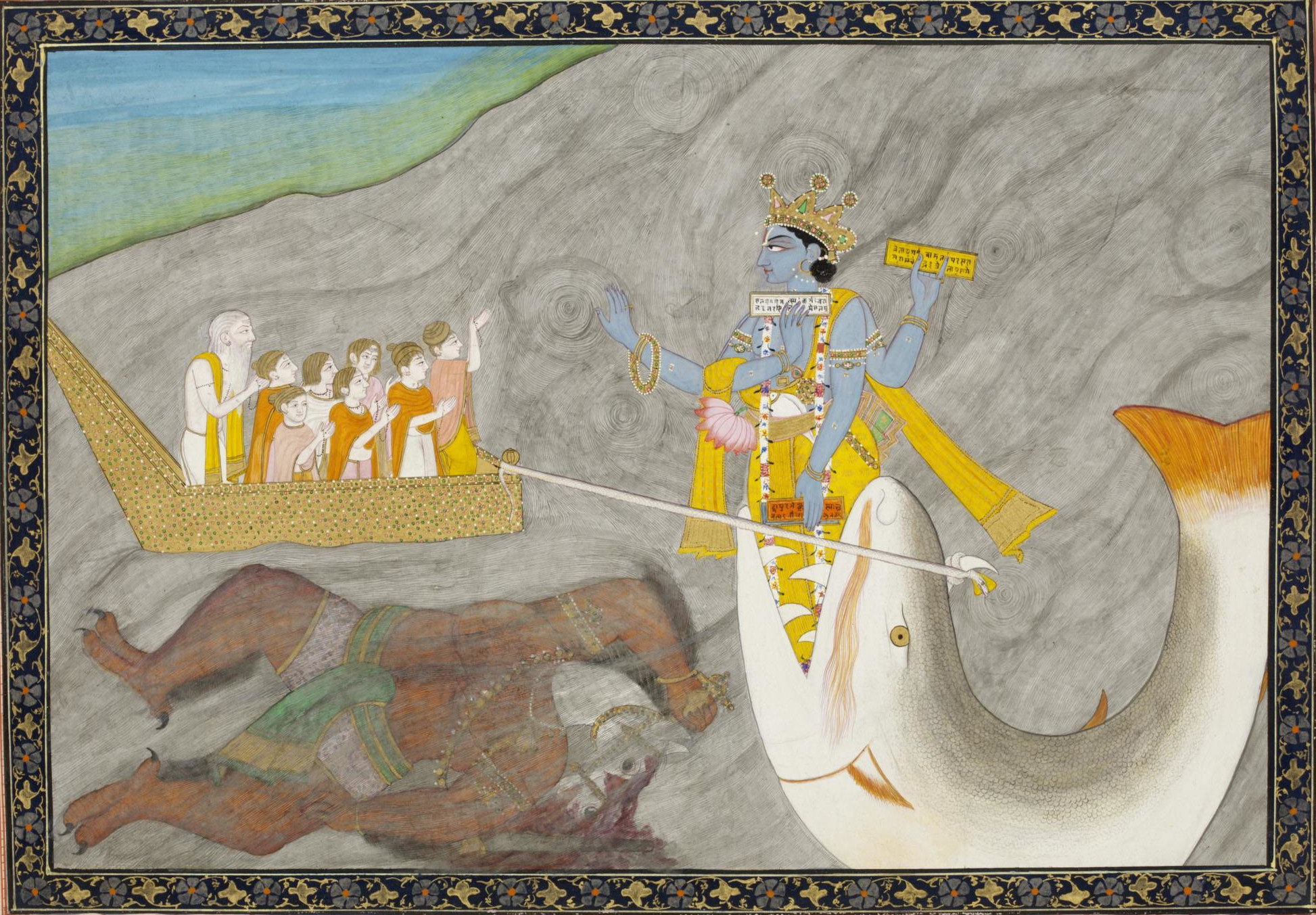
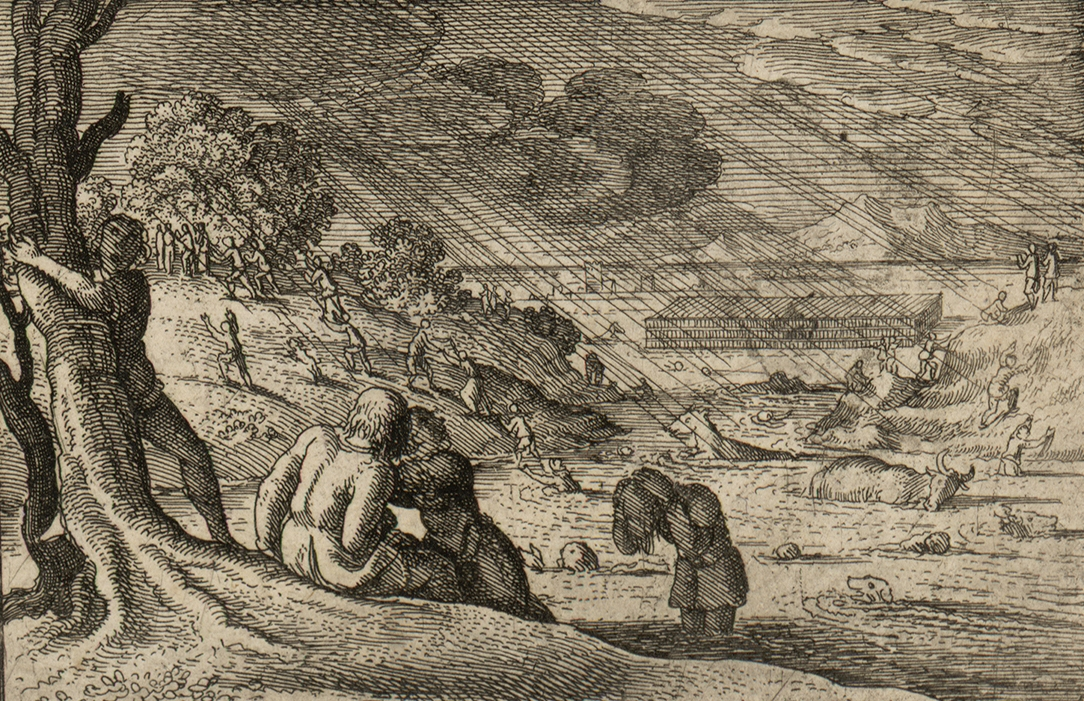
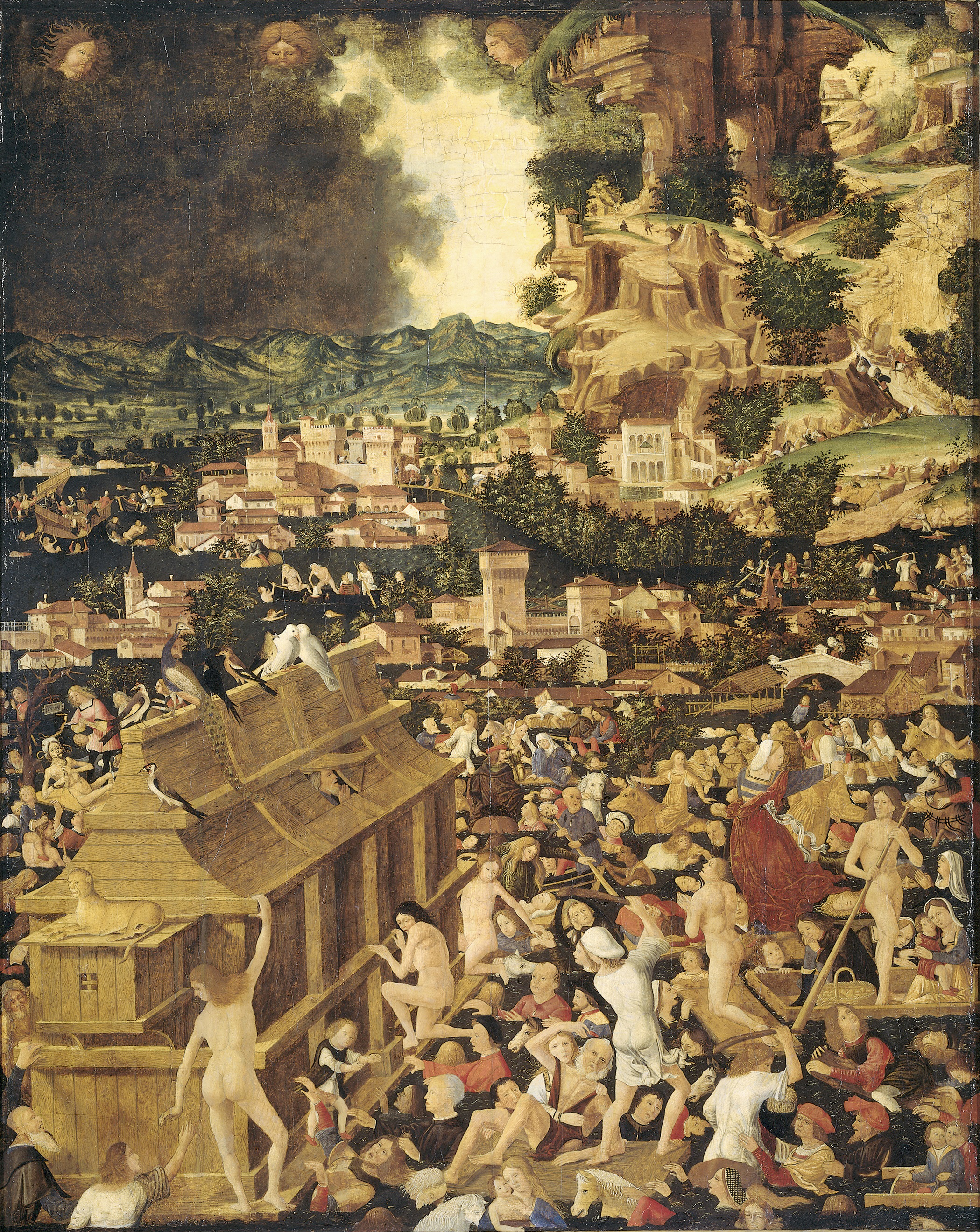

## انظر ایضا
- الفيضانات الضخمة